# Ратнер, Марина Евсеевна
Мари́на Евсе́евна Ра́тнер (30 октября 1938 года, Москва, РСФСР — 7 июля 2017 года, Эль-Серрито, США) — американский математик советского происхождения, профессор математики в Университете Беркли, известная своими трудами по эргодической теории. Около 1990 года она доказала несколько крупных теорем, относящихся к унипотентным потокам на однородных пространствах, известных как теоремы Ратнер.
Ратнер получила стипендию Гуггенхайма в 1987 году, была награждена премией Островского в 1993 году и избрана в Национальную академию наук США в том же году. В 1994 году награждена премией Джона Карти Национальной академии наук США.

## Биография
Марина Ратнер родилась в Москве в 1938 году в семье учёных в области агрохимии и физиологии растений Евсея Иделевича Ратнера (1905—1978) и Кции Павловны Марголиной (1905—1999). Разговорным языком в семье был идиш, а Кция Марголина издала три сборника стихов на этом языке.
В 1956 году поступила на механико-математический факультет МГУ, куда только начали принимать евреев после окончания сталинской антисемитской кампании, в 1961 году защитила диплом под руководством Андрея Колмогорова и Р. Л. Добрушина. После этого преподавала в созданной Колмогоровым ФМШ № 18 (ныне СУНЦ МГУ); в то время родила дочь. В 1965 году вернулась в МГУ, став аспирантом у Якова Синая. Под его руководством в 1969 году защитила кандидатскую диссертацию «Геодезический поток на унитарном расслоённом пространстве к компактной поверхности отрицательной кривизны». После этого она преподавала в МГТУ им. Баумана, но была уволена после подачи документов на иммиграционную визу в Израиль.
Ратнер жила в Израиле с 1971 по 1975 год, преподавала в Еврейском университете в Иерусалиме, а также в школе при университете. В 1975 году стала действующим ассистентом-профессором в Беркли, где работала с 1982 года в ранге профессора.

## Семья
- Дед — Павел Васильевич (Шрага-Файвл) Марголин (1870—1942), издатель и редактор, из раввинской семьи; был редактором ряда периодических изданий на идише и иврите в Вильно и Берлине.
- Тётя — Рахиль Павловна Марголина (?—1973), литератор, корреспондентка К. И. Чуковского (их переписка была издана отдельной книгой в 1978 году)[12].